# Branta hutchinsii
Branta hutchinsii là một loài chim trong họ Vịt., trong đó có loài với bộ lông lớn màu đen, phân biệt chúng với các loài màu xám Anser.

## Mô tả
Đầu và cổ màu đen với "mũ" màu trắng phân biệt ngỗng này với tất cả ngỗng khác ngoại trừ ngỗng Canada lớn hơn (Branta canadensis) và kích thước tương tự ngỗng Branta leucopsis. Có tới 5 phân loài của Branta hutchinsii với các kích thước và chi tiết bộ lông khác nhau. Những con ngỗng cái trông hầu như giống hệt nhau nhưng hơi nhẹ hơn và có tiếng kêu khác. Một số khó phân biệt với loài ngỗng Canada, mà con ngỗng được cho là dài để hình thành một loài, con ngỗng và các phân loài ngỗng Canada nhỏ hơn được gọi là ngỗng Canada ít hơn. Nhỏ nhất 1,4 kg (3,1 lb) Phân loài ngỗng (B. h. minima nhỏ hơn nhiều so với bất kỳ con ngỗng Canada nào, nhưng phân loài B. h. hutchinsii, tối đa 3 kg (6,6 lb), phát triển với cùng kích thước như một số ngỗng Canada. Sự khác biệt của quần thể tuyệt chủng của Komandorski và Quần đảo Kuril B. h. asiatica gây tranh cãi. Các con ngỗng chuồng khác nhau trong việc có một bộ ngực màu đen và màu xám, chứ không phải là bộ lông cơ thể màu nâu.

## Phạm vi
Loài này có nguồn gốc từ Bắc Mỹ. Chúng sinh sản ở miền Bắc Canada và Alaska trong nhiều môi trường sống lãnh nguyên. Tuy nhiên, tổ thường nằm trong một khu vực cao gần nước. Những quả trứng được đặt trong một trầm cảm nông lót bằng vật liệu thực vật và xuống. Con đực có thể rất hung hăng trong lãnh thổ bảo vệ. Một cặp có thể giao phối cho cuộc sống (lên đến khoảng 20 năm). Một con ngỗng bố hoặc mẹ thường thấy dẫn đầu đàn ngỗng con và mẹ hoặc bố cuối hàng trông như một "cuộc diễu hành".
Giống như hầu hết ngỗng, chúng là chim di cư tự nhiên, phạm vi phân bố mùa đông là hầu hết của Hoa Kỳ, và địa phương ở miền tây Canada và phía bắc Mexico. Các tiếng kêu trên không từ các nhóm lớn loài ngỗng này khi bay trong hình chữ V hình thành tín hiệu chuyển tiếp vào mùa xuân và mùa thu. Ở một số khu vực, các tuyến di cư đã thay đổi do những thay đổi về môi trường sống và nguồn thực phẩm.
Loài ngỗng này thỉnh thoảng đạt đến phương Tây Châu Âu một cách tự nhiên, như đã được chứng minh bằng cách thu được vòng đeo chân. Những con chim có ít nhất các phân loài hutchinsii, và có thể những người khác. Loài này cũng được tìm thấy tự nhiên vào những dịp trong Bán đảo Kamchatka ở phía đông Siberia, phía đông Trung Quốc, và khắp Nhật Bản.

## Chế độ ăn
Những con chim này chủ yếu ăn nguyên liệu thực vật. Khi cho ăn trong nước, chúng nhấn chìm đầu và cổ để đến cây thủy sinh, đôi khi nghiêng về phía trước giống như vịt mò. Đàn chim này thường ăn các loại ngũ cốc còn sót lại trong các cánh đồng, đặc biệt là trong quá trình di cư hoặc vào mùa đông. Họ cũng ăn một số côn trùng, nhuyễn thể và giáp xác.